# Isla Shepard
La isla Shepard o isla John Shepard es una isla de aproximadamente 18 km de longitud, estando a 9 km al oeste de la isla Grant en la costa de la Tierra de Marie Byrd, está situada en las coordenadas 74°25′S 132°30′O / -74.417, -132.500. La isla Shepard esta alcanzada por el Tratado Antártico.
La isla, cuyo punto más elevado es el Monte Colburn (522 m), es de origen volcánico y se originó hace aproximadamente 1,5 millones a 0,6 millones de años. La edad de las rocas descubiertas recientemente se estimó en alrededor de 420,000 años. No hay signos de vulcanismo del holoceno.
La isla Shepard está cubierta por el hielo excepto en su costa norte, por lo que está casi totalmente integrada en la barrera de hielo Getz. La isla Shepard fue descubierta por el Servicio Antártico de los Estados Unidos (USAS) en la campaña de 1939-1941 y llamada así en honor a John Shepard, Jr., un mecenas de la expedición.